# Volvo LV81
Volvo LV80/90 — серия среднетоннажных грузовых автомобилей, выпускавшихся шведским автопроизводителем Volvo Trucks в 1935—1940 годах.

## История
Автомобиль Volvo L81 был представлен в 1935 году. Модификации — Volvo LV80 и Volvo LV90, которые отличаются друг от друга расположением клапанов: у Volvo L80 клапаны расположены сбоку, а у Volvo LV90 клапаны расположены сверху.
В 1936 году вместо двигателей внутреннего сгорания EC, DC и HA автомобиль оснащался двигателем Хессельмана FC.

## Двигатели
| Модель  | Годы производства | Двигатель         | Объём    | Мощность          | Тип                                       |
| ------- | ----------------- | ----------------- | -------- | ----------------- | ----------------------------------------- |
| LV81-86 | 1935—1940         | Volvo EC: I6 sv   | 3670 см3 | 75 л. с. (56 кВт) | Бензиновый двигатель внутреннего сгорания |
| LV93-95 | 1935              | Volvo DC: I6 ohv  | 4097 см3 | 75 л. с. (56 кВт) | Бензиновый двигатель внутреннего сгорания |
| LV93-95 | 1935              | Volvo HA: I6 ohv  | 4097 см3 | 75 л. с. (56 кВт) | Двигатель Хессельмана                     |
| LV93-95 | 1936—1939         | Volvo FC: I6 ohv  | 4394 см3 | 90 л. с. (67 кВт) | Бензиновый двигатель внутреннего сгорания |
| LV93-95 | 1936—1939         | Volvo FCH: I6 ohv | 4394 см3 | 90 л. с. (67 кВт) | Двигатель Хессельмана                     |

## Галерея

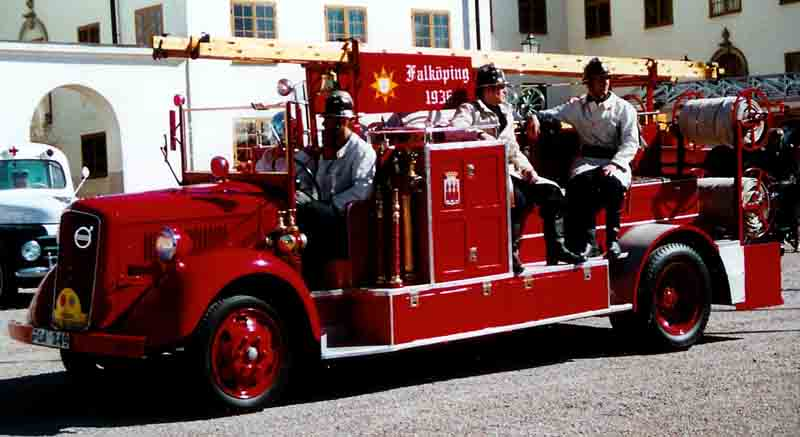
Пожарный автомобиль Volvo LV93
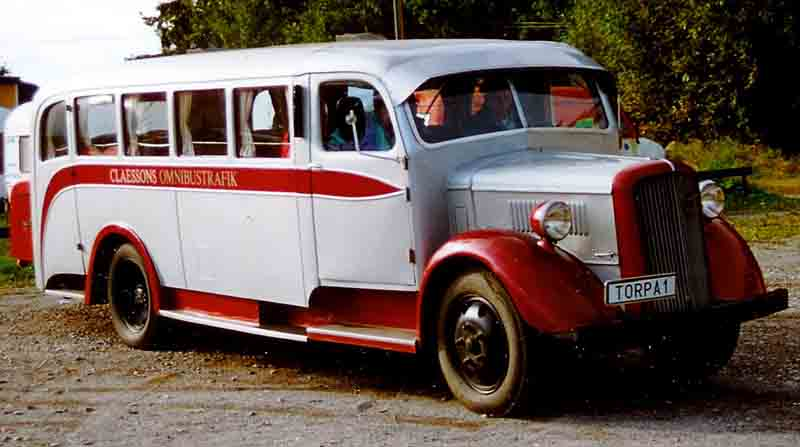
Автобус Volvo LV93
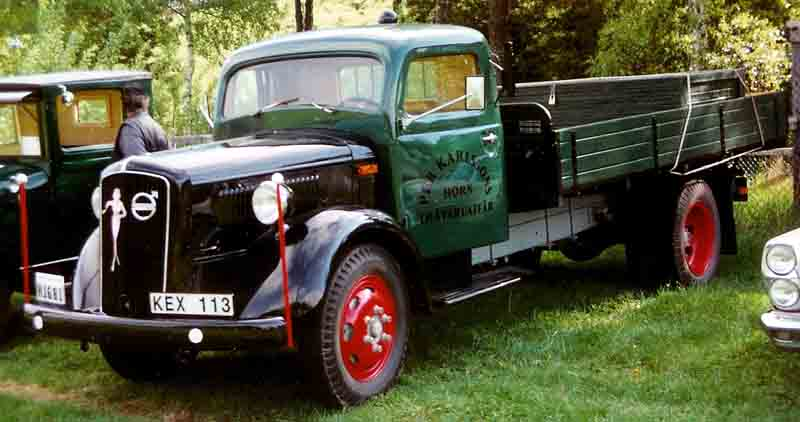
Бортовой грузовик Volvo L93